# General Sherman
General Sherman is een mammoetboom (Sequoiadendron giganteum) in het Sequoia National Park in de Amerikaanse staat Californië. Met een hoogte van 83,8 meter, een diameter van 11,1 meter, een geschat stamvolume van 1487 kubieke meter en een vermoedelijke ouderdom van 2300 tot 2700 jaar behoort General Sherman tot de grootste en oudste levende wezens. Gemeten naar volume is het de grootste boom ter wereld.
's Werelds hoogste boom is Hyperion, een 115,6 meter hoge kustmammoetboom in het noordwesten van Californië.
De breedste boom is de Sunland Baobab in Zuid-Afrika.
De oudst bekende boom is een Pinus longaeva in het Californische binnenland van meer dan 5000 jaar oud.

## Ontdekking
De mammoetboom werd in 1879 door natuuronderzoeker James Wolverton vernoemd naar generaal William T. Sherman, onder wie hij als luitenant van de 9th Indiana Cavalry in de Amerikaanse Burgeroorlog had gediend. In 1931 werd de mammoetboom General Grant in het naburige Kings Canyon National Park de maat genomen, waarna General Sherman kon worden aangewezen als de grootste boom ter wereld. Deze studie maakte het houtvolume een geaccepteerde standaard om de afmetingen van bomen te vergelijken.
Het onderzoek werd gedaan door pionier in de dendrochronologie A.E. Douglass, die de ouderdom van de boom aan de hand van twee geboorde proefstukken op "3500 jaar plus of min 500 jaar" schatte. De thans aangenomen leeftijd werd in de jaren na 1960 bepaald.

## Gezondheid
In januari 2006 brak de grootste tak van de stam af. Op oudere foto's is deze te zien in de vorm van een letter L of een hockeystick op ongeveer driekwart van de totale hoogte. De tak, meer dan 2 meter dik en meer dan 30 meter lang, vernielde het hek en sloeg een gat in de verharding van het wandelpad rond de boom. Er waren geen directe getuigen. Het verlies van de tak wordt gezien als deel van een natuurlijk proces, waardoor de boom minder kwetsbaar wordt voor ongunstige weersinvloeden. Er zijn geen zorgen over de gezondheid van de boom.
Het deel van het park waar de boom staat heet het Giant Forest. Hier staan vijf van de tien grootste bomen ter wereld. Het is een populaire toeristische attractie, voorzien van wandelpaden en afrasteringen om de natuur te beschermen tegen het bezoek.